# ヒュダルネス (将軍)
ヒュダルネス（希：Ὑδάρνης、ラテン文字転記：Hydarnes、古代ペルシア語でウィダルナ、紀元前5世紀）は、アケメネス朝ペルシアの将軍である。ヒュダルネスは同名の父ヒュダルネスの子で、小アジアの太守ティッサフェルネスの祖父である。
ヒュダルネスはペルシア王クセルクセス1世の治世において小アジア沿岸地域一帯の軍司令官を務めていたことがあり、その時スパルタよりダレイオス1世からの使者を殺害した償いとして命を差し出すつもりでスペルティアスとブリスという二人のスパルタ人がスサへと向う途上ヒュダルネスの許に寄った。宴会の席でヒュダルネスは彼らにペルシア王に恭順すれば良い身分を得られると説いたが、彼らはペルシア王に従属してその奴隷になるよりは、戦うことになろうとも自由でい続けたいと言ったという。その後、彼らはクセルクセスに謁見したが、彼らの誇り高い態度に感服したクセルクセスは彼らの命を奪わずに帰した。
紀元前480年のクセルクセスのギリシア侵攻（ペルシア戦争）の際、ヒュダルネスは不死隊という精鋭部隊の指揮を執った。同年のテルモピュライの戦いで不死隊はギリシア連合軍と戦ったが、隘路のために数の有利を活かすことができず数で劣る敵を突破することができなかった。しかし、エピアルテスというトラキス人の道案内を受けて不死隊は間道を通って敵の後ろに回りこむことに成功し、ギリシア連合軍に撤退に追い込み、レオニダス1世率いるスパルタ・テスピアイ軍を全滅させた。続くサラミスの海戦での敗北の後のクセルクセスの撤退の折、不死隊はギリシアに残って戦うことになったが、ヒュダルネスだけは王のそばを離れるのを拒み、王と共にギリシアを発った。その後、クセルクセスはエイオンにたどり着くと自らは海路でペルシアへと帰り、軍をヒュダルネスに委ね、ヒュダルネスはその軍をつれて帰った。

## 註
1. ↑  ヘロドトス, VII. 134-136
2. ↑  ibid, VII. 83
3. ↑  ibid, VII. 211
4. ↑  ibid, VII. 215
5. ↑  ibid, VIII. 113
6. ↑  ibid, VIII. 118